# NBA 1950/51
NBA 1950/51 was het 5e seizoen van de NBA. Het begon op 31 oktober 1950 en eindigde op 21 april 1951, toen Rochester Royals de zevende wedstrijd van de NBA Finale met 79-75 won en daarmee op 4-3 kwam in de serie tegen verliezend finalist New York Knicks. Voor Rochester Royals was het zowel de eerste finale als de eerste titel in de clubhistorie.
De NBA kromp voor aanvang van 1950/51 van zeventien naar elf teams en eindigde het seizoen met tien teams vanwege de opheffing van Washington Capitols voor het einde van de competitie. Earl Lloyd (Washington Capitols) werd dit jaar de eerste zwarte speler in de competitie ooit. Een duel tussen Fort Wayne Pistons en Minneapolis Lakers op 22 november 1950 werd de NBA-wedstrijd met het laagste aantal punten ooit (19–18). Op 2 maart 1951 werd voor het eerst de All-Star Game gespeeld. Het oosten versloeg het westen met 111–94 en Ed Macauley van Boston Celtics werd als eerste speler ooit verkozen tot Most Valuable Player (MVP) van de All Star-wedstrijd.

## Eindstand regulier seizoen
| Eastern Conference    | W  | V  |
| --------------------- | -- | -- |
| Philadelphia Warriors | 40 | 26 |
| Boston Celtics        | 39 | 30 |
| New York Knicks       | 36 | 30 |
| Syracuse Nationals    | 32 | 34 |
| Baltimore Bullets     | 24 | 42 |
| Washington Capitols   | 10 | 25 |

| Western Conference     | W  | V  |
| ---------------------- | -- | -- |
| Minneapolis Lakers     | 44 | 24 |
| Rochester Royals       | 41 | 27 |
| Fort Wayne Pistons     | 32 | 36 |
| Indianapolis Olympians | 31 | 37 |
| Tri-Cities Blackhawks  | 25 | 43 |

## Playoffs
|  | Division Semifinals    | Division Semifinals |                    |   | Division Finals | Division Finals |  |  | NBA Finals | NBA Finals |
|  |                        |                     |                    |   |                 |                 |  |  |            |            |
|  |                        |                     |                    |   |                 |                 |  |  |            |            |
|  |                        |                     |                    |   |                 |                 |  |  |            |            |
|  |                        |                     |                    |   |                 |                 |  |  |            |            |
|  | Philadelphia Warriors  | 0                   |                    |   |                 |                 |  |  |            |            |
|  | Philadelphia Warriors  | 0                   |                    |   |                 |                 |  |  |            |            |
|  | Syracuse Nationals     | 2                   |                    |   |                 |                 |  |  |            |            |
|  | Syracuse Nationals     | 2                   | Syracuse Nationals | 2 |                 |                 |  |  |            |            |
|  |                        |                     | Syracuse Nationals | 2 |                 |                 |  |  |            |            |
|  |                        | New York Knicks     | 3                  |   |                 |                 |  |  |            |            |
|  | New York Knicks        | New York Knicks     | 3                  | 2 |                 |                 |  |  |            |            |
|  | New York Knicks        |                     |                    | 2 |                 |                 |  |  |            |            |
|  | Boston Celtics         | 0                   |                    |   |                 |                 |  |  |            |            |
|  | Boston Celtics         | 0                   | New York Knicks    | 3 |                 |                 |  |  |            |            |
|  |                        |                     | New York Knicks    | 3 |                 |                 |  |  |            |            |
|  |                        | Rochester Royals    | 4                  |   |                 |                 |  |  |            |            |
|  | Minneapolis Lakers     | Rochester Royals    | 4                  | 2 |                 |                 |  |  |            |            |
|  | Minneapolis Lakers     |                     |                    | 2 |                 |                 |  |  |            |            |
|  | Indianapolis Olympians | 1                   |                    |   |                 |                 |  |  |            |            |
|  | Indianapolis Olympians | 1                   | Minneapolis Lakers | 1 |                 |                 |  |  |            |            |
|  |                        |                     | Minneapolis Lakers | 1 |                 |                 |  |  |            |            |
|  |                        | Rochester Royals    | 3                  |   |                 |                 |  |  |            |            |
|  | Fort Wayne Pistons     | Rochester Royals    | 3                  | 1 |                 |                 |  |  |            |            |
|  | Fort Wayne Pistons     |                     |                    | 1 |                 |                 |  |  |            |            |
|  | Rochester Royals       | 2                   |                    |   |                 |                 |  |  |            |            |
|  | Rochester Royals       | 2                   |                    |   |                 |                 |  |  |            |            |

## Beste statistieken
- Meeste punten: George Mikan (Minneapolis Lakers)
- Meeste rebounds: Dolph Schayes (Syracuse Nationals)
- Meeste assists: Andy Phillip (Philadelphia Warriors)
- Hoogste percentage veldscores: Alex Groza (Indianapolis Olympians)
- Hoogste percentage vrije worpen: Joe Fulks (Philadelphia Warriors)

1950 · 1951 · 1952 · 1953 · 1954 · 1955 · 1956 · 1957 · 1958 · 1959 · 
1960 · 1961 · 1962 · 1963 · 1964 · 1965 · 1966 · 1967 · 1968 · 1969 · 
1970 · 1971 · 1972 · 1973 · 1974 · 1975 · 1976 · 1977 · 1978 · 1979 · 
1980 · 1981 · 1982 · 1983 · 1984 · 1985 · 1986 · 1987 · 1988 · 1989 · 
1990 · 1991 · 1992 · 1993 · 1994 · 1995 · 1996 · 1997 · 1998 · 1999 · 
2000 · 2001 · 2002 · 2003 · 2004 · 2005 · 2006 · 2007 · 2008 · 2009 · 
2010 · 2011 · 2012 · 2013 · 2014 · 2015 · 2016 · 2017 · 2018 · 2019 · 
2020 · 2021 · 2022 · 2023 · 2024